# Ямамото Хіросі
Ямамото Хіросі (яп. 山本 博; 31 жовтня 1962) — японський стрілець із лука, дворазовий призер Олімпійських ігор в особистій першості.
Крім двох нагород Ямамото японці у стрільбі з лука виграли на Олімпійських іграх лише одну медаль — Хіросі Мітінага завоював срібло в особистій чоловічій першості 1976 року в Монреалі.
Ямамото дебютував на Олімпійських іграх 1984 в Лос-Анджелесі у 21 рік й одразу виграв бронзу в особистому заліку, лише одним очком поступившись американцеві Рікові Маккінні в боротьбі за срібло (2563 очки проти 2564).
Через 4 роки на Іграх в Сеулі посів 8-ме місце в особистій першості і 6-те в командній. 1992 року в Барселоні був 17-м в особистій першості і 15-м в командній. 1996 року в Атланті посів 19-те місце в особистій першості.
Олімпійські ігри 2000 року в Сіднеї Хіросі пропустив, а до початку наступних Ігор в Афінах йому було вже 41 рік, що не завадило японцеві тріумфально повернутися на Олімпіаду. У кваліфікації на знаменитому афінському стадіоні «Панатінаікос» Ямамото показав 9-й результат. У перших трьох раундах «плей-офф» Хіросі виграв по 8 очок послідовно у француза Франка Фіссе, італійця Мікеле Франджіллі й українця Олександра Сердюка. У чвертьфіналі японцеві довелося зустрітися з 18-річним корейцем Ім Тонхьоном, чемпіоном світу 2003 року в команді й віце-чемпіоном в особистій першості, який виграв кваліфікацію з величезною перевагою. У впертій боротьбі японець зумів виграти у свого суперника, який був на 23 роки молодшим — 111—110. У півфіналі Ямамото зустрівся з 17-річним австралійцем Тімом Каддіхі (наймолодшим учасником олімпійського турніру зі стрільби з лука), який до цього послідовно вибив з боротьби двох корейських лучників. В основній серії пострілів обидва спортсмени набрали по 115 очок, повторивши олімпійський рекорд. Додатковим пострілом Ямамото вибив 10-ку, тоді як юний австралієць влучив у 9-ку і поступився японцеві. У фіналі Ямамото зустрівся з іще одним дебютантом Олімпійських ігор — 21-річним італійцем Марко Гальяццо. Цього разу Хіросі не зміг здолати більш молодого суперника, поступившись з рахунком 109—111, хоча після початкових пострілів і лідирував. Гальяццо приніс Італії перше золото у стрільбі з лука на Олімпійських іграх. Проте, Ямамото домігся рідкісного успіху — через 20 років після бронзи на своїй першій Олімпіаді він зумів виграти срібло.